# Piacenza Baseball
Il Piacenza Baseball è la squadra di baseball di Piacenza, militante nel massimo campionato italiano di baseball dilettantistico, la serie A federale.

## Cronistoria
Dal 1972, anno della sua fondazione, ha disputato sette campionati in Serie A2. Nel 2010 è stata ammessa dalla FIBS a disputare la neonata Serie A federale 2010.
- 1972: fondazione
- 1973: prima partita ufficiale
- 1974: prima partecipazione ad un campionato seniores (serie D)
- 1980: Serie C, promossa in serie B
- 1985: Serie B, disputa i play-off promozione
- 1997: Serie B, disputa i play-off promozione
- 1998; Serie B, promossa in serie A2
- 1999: Serie A2, disputa i play-off promozione
- 2000: Serie A2, disputa i play-off promozione
- 2001: Serie A2
- 2002: Serie A2, disputa i play-off promozione
- 2007: Serie B, promossa in serie A2
- 2008: Serie A2, 6º posto (0,472)
- 2009: Serie A2, 4° (0,556) ammessa alla serie A federale
- 2010: Serie A federale